# Hormisa litophora
Hormisa litophora là một loài bướm đêm trong họ Noctuidae.